# Miomantidae

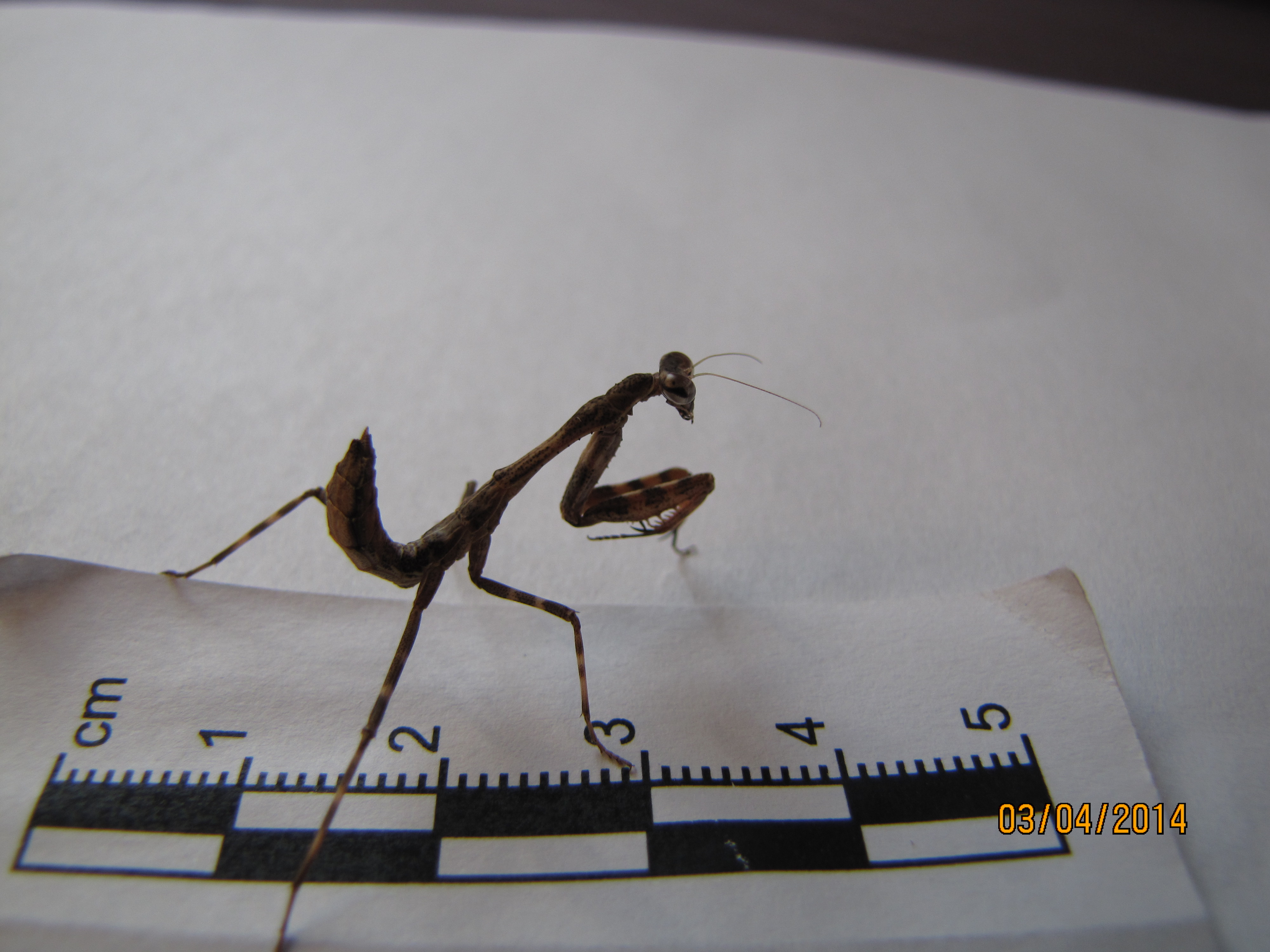
Parasphendale sp.

Miomantidae (лат.) — семейство богомолов. Встречаются в западной и центральной Африке.

## Описание
Haaniidae могут быть отличимы от всех других богомолов по следующей комбинации признаков: вершина головы без отростка, отчётливо выпуклая; глаза округлые до слегка конические; юкстаокулярные выпуклости нечёткие; супракоксальная расширение хорошо выражено; метазона по меньшей мере в 2 раза длиннее прозоны, с медиальным килем; апикальные доли переднего бедра с очень коротким шипом; переднеспинка с 4 дисковидными и 4 задневентральными шипами; коготковая бороздка примерно посередине бедра или чуть ближе к нему; ходильные ноги без лопастей.
Самцы мезоптерные до макроптерных, самки брахиптерные до мезоптерных; супраанальная пластинка треугольная, удлинённая; церки короче половины длины брюшка, цилиндрические. Фалломеры склеротизированы; отростки левого комплекса разделены; вентральный фалломер без базальной лопасти на правой стороне. Первичный дистальный выступ pda (primary distal process) смещён на левую сторону вентрального фалломера; боковой вторичный дистальный выступ sdpl (lateral secondary distal process) присутствует, но маленький, бугорчатый, срединный вторичный дистальный выступ sdpm (median secondary distal process) всегда отсутствует; фаллоидный апофиз простой, зубчатый; перепончатая лопасть не волосистая; апикальный отросток иногда с субапикальной лопастью; дорсальная пластинка левого фалломера без округлой лопасти.

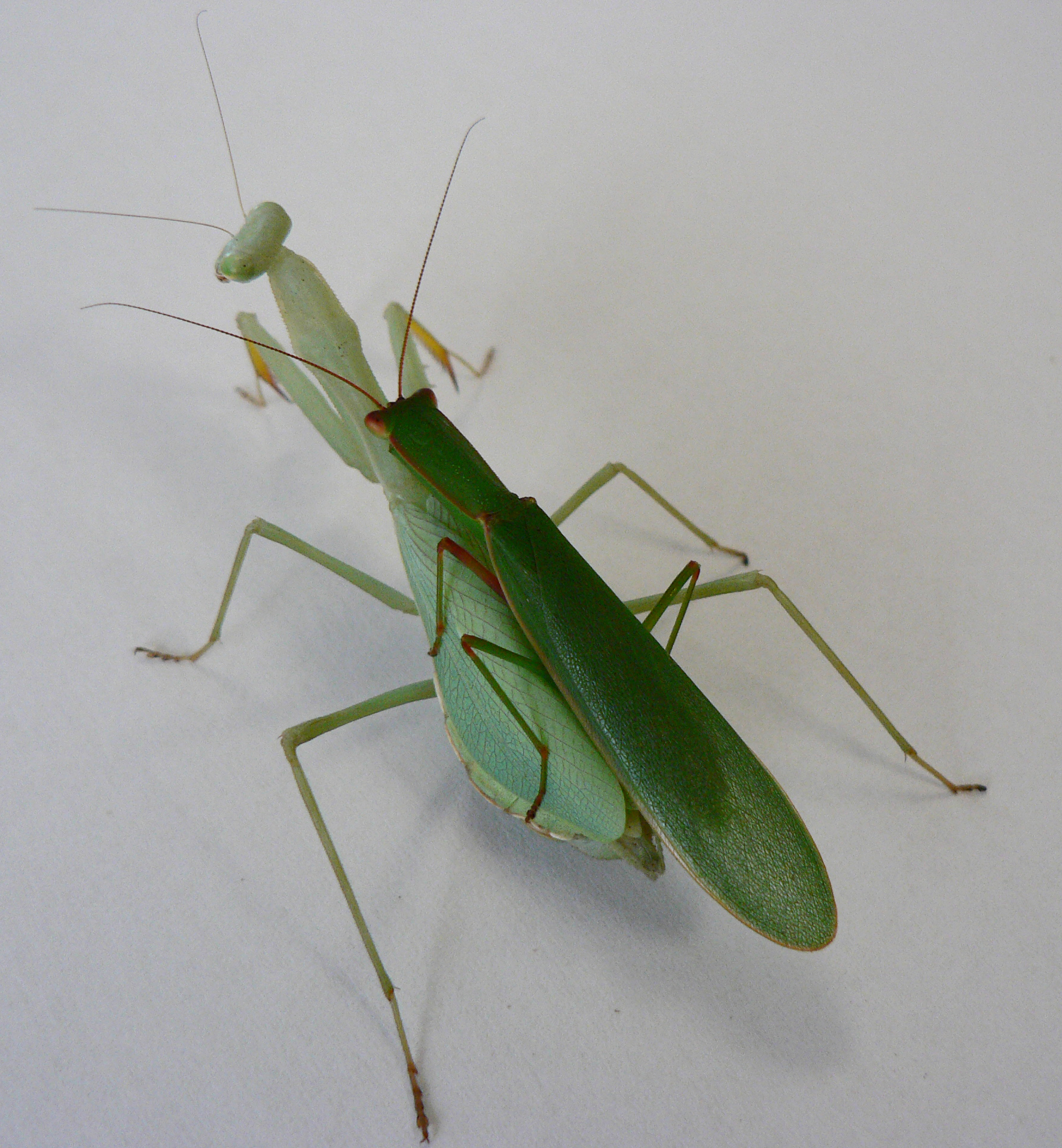
Miomantis caffra
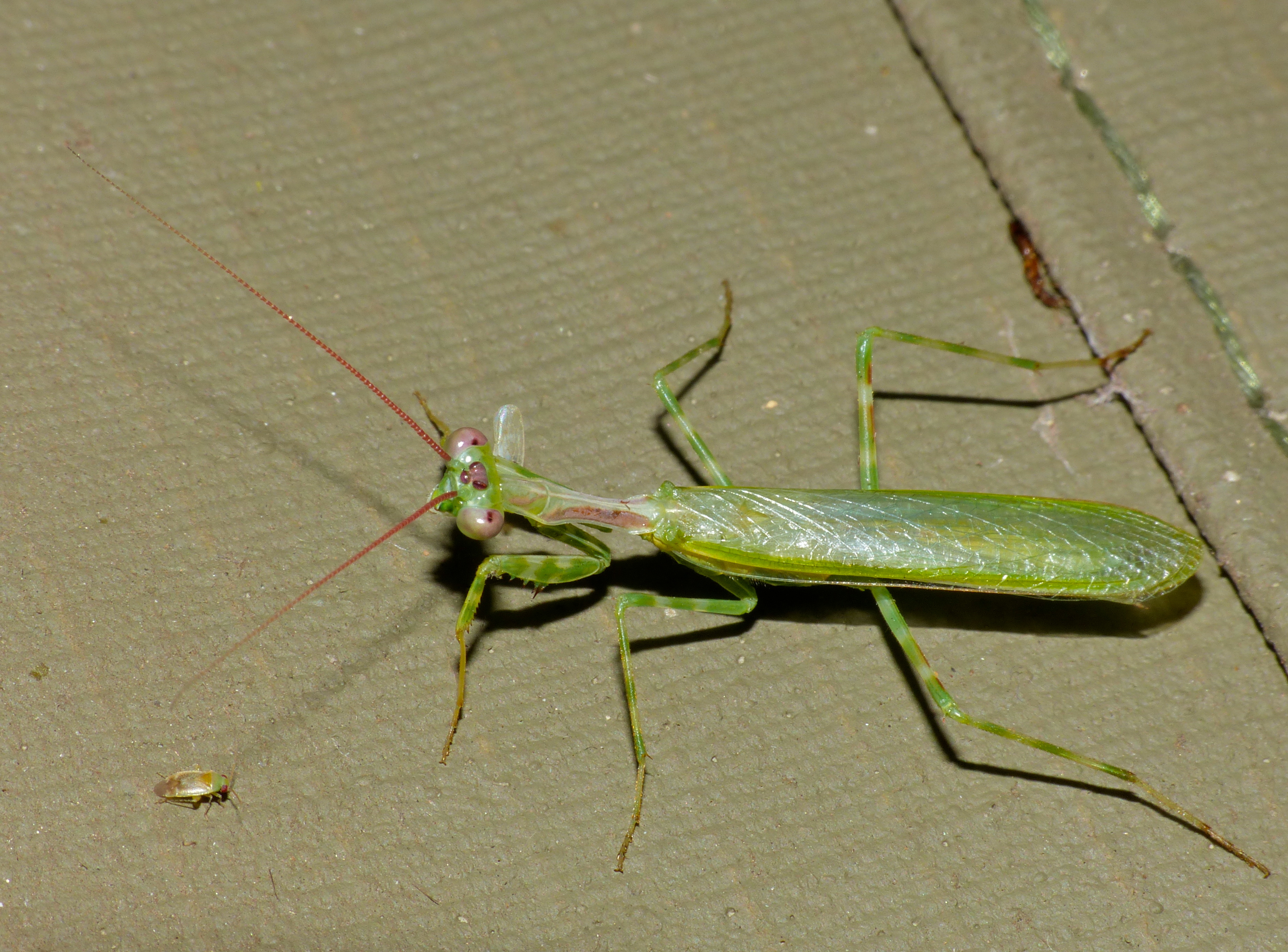
Miomantis binotata
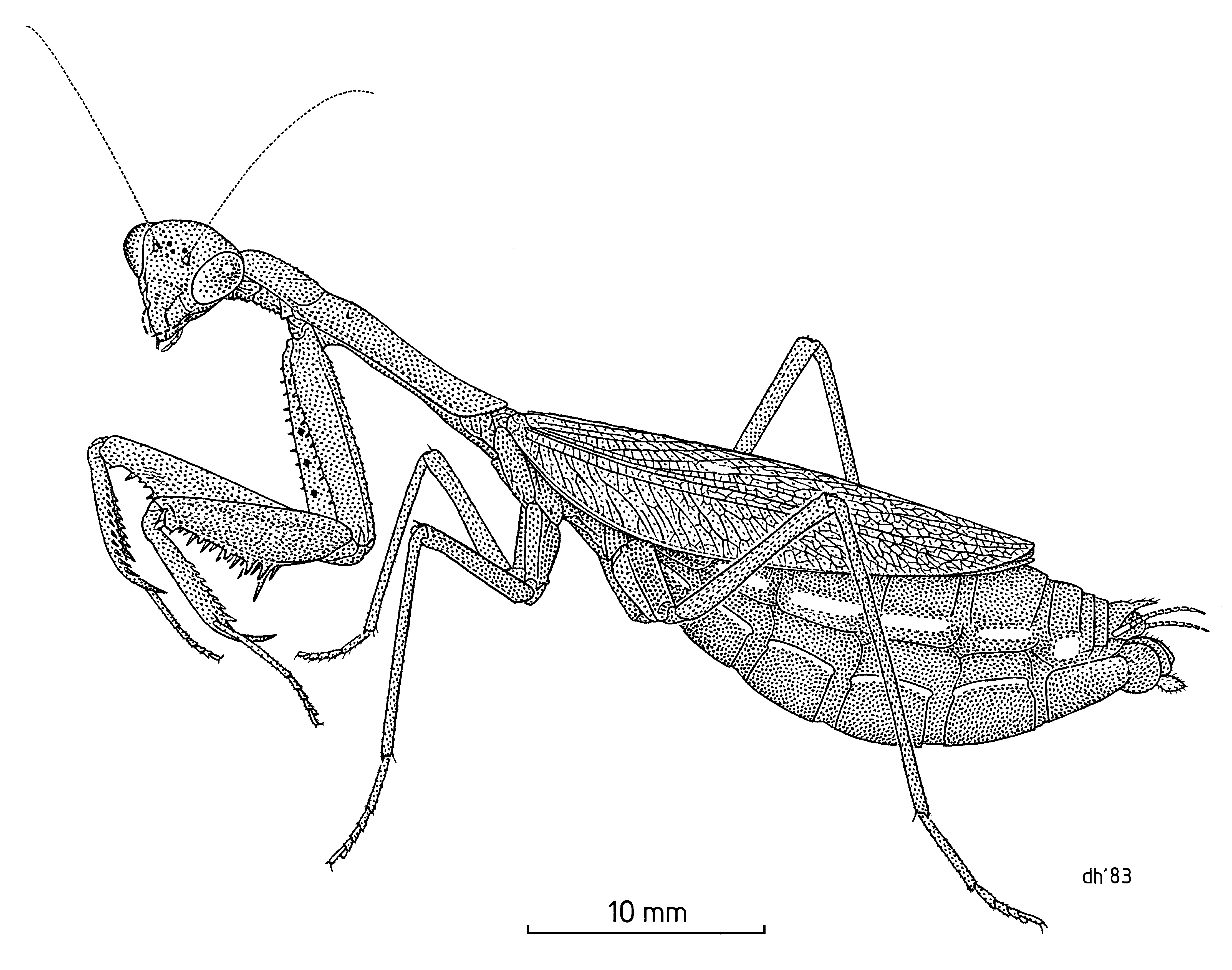
Miomantis caffra

## Классификация
Семейство включает 6 родов, ранее включаемых в Mantidae (Haaniinae). В новой классификации (2019) таксон Haaniidae включён в монотипическое надсемейство Miomantoidea (из клады Cernomantodea) и инфраотряд Schizomantodea.

### Miomantinae
- Cilnia Stal, 1876 — 2 вида
- Miomantis Saussure, 1870 — около 70 видов
- Neocilnia Beier, 1930 — 1 вид
- Paracilnia Werner, 1909 — 1 вид
- Parasphendale Schulthess-Schildler, 1898 — около 10 видов
- Taumantis Giglio-Tos, 1917 — 3 вида

### Solygiinae
- Solygia Stal, 1877 — 1 вид